# Erebia vetulonia
Erebia vetulonia är en fjärilsart som beskrevs av Hans Fruhstorfer 1917. Erebia vetulonia ingår i släktet Erebia och familjen praktfjärilar. Inga underarter finns listade i Catalogue of Life.